# Tanystylum grossifemorum
Tanystylum grossifemorum is een zeespin uit de familie Ammotheidae. De soort behoort tot het geslacht Tanystylum. Tanystylum grossifemorum werd in 1942 voor het eerst wetenschappelijk beschreven door Hilton. 